# Leptorhynchos tetrachaetus
Leptorhynchos tetrachaetus là một loài thực vật có hoa trong họ Cúc. Loài này được (Schltdl.) J.M.Black mô tả khoa học đầu tiên năm 1921.